# Walckenaeria palustris
Walckenaeria palustris là một loài nhện trong họ Linyphiidae. Loài này phân bố ở Canada.